# 경기도청 소관 공직유관단체 목록
경기도 소관 공직유관단체 목록은 경기도청의 공직유관단체에 대해 기술한다.

## 목록

### 체육회
- 경기도체육회
- 경기도장애인체육회
- 성남시체육회
- 수원시체육회
- 고양시체육회
- 화성시체육회

### 스포츠단
- 수원에프씨

### 의료원
- 경기도의료원
- 성남시의료원

### 공사·출자기업
- 경기관광공사
- 경기주택도시공사
- 경기평택항만공사
- 킨텍스
- 부천도시공사
- 용인도시공사
- 안산도시공사
- 남양주도시공사
- 평택도시공사
- 하남도시공사
- 의왕도시공사
- 양평공사
- 김포도시공사
- 성남도시개발공사
- 고양도시관리공사
- 화성도시공사
- 파주장단콩웰빙마루
- 광주도시관리공사
- 구리도시공사
- 구리농수산물공사
- 코리아경기도주식회사

### 재단법인
- 경기대진테크노파크
- 경기테크노파크
- 경기도문화의전당
- 경기콘텐츠진흥원
- 경기도수원월드컵경기장관리재단
- 경기도일자리재단
- 경기도청소년수련원
- 경기문화재단
- 한국도자재단
- 경기연구원
- 경기도가족여성연구원
- 경기도경제과학진흥원
- 경기농식품유통진흥원
- 경기신용보증재단
- 경기복지재단
- 차세대융합기술연구원
- 수원문화재단
- 수원시정연구원
- 성남시상권활성화재단
- 성남문화재단
- 성남산업진흥재단
- 고양문화재단
- 고양국제꽃박람회
- 수원시지속가능재단
- 수원시청소년육성재단
- 성남시청소년재단
- 고양지식정보산업진흥원
- 부천시여성청소년재단
- 부천문화재단
- 부천산업진흥재단
- 한국만화영상진흥원
- 용인시디지털산업진흥원
- 용인문화재단
- 용인시청소년미래재단
- 용인시 축구센터
- 안산인재육성재단
- 안산시문화재단
- 안산환경재단
- 안산시청소년수련관
- 안양문화예술재단
- 안양창조산업진흥원
- 안양시청소년육성재단
- 안양시민프로축구단
- 의정부시청소년육성재단
- 의정부예술의전당
- 평택시국제교류재단
- 평택복지재단
- 평택시청소년재단
- 시흥산업진흥원
- 화성푸드통합지원센터
- 화성시인재육성재단
- 화성시문화재단
- 군포문화재단
- 김포복지재단
- 김포문화재단
- 김포시청소년육성재단
- 오산교육재단
- 오산문화재단
- 하남문화재단
- 화성시여성가족재단
- 광명문화재단
- 오산시창의인재육성재단
- 연천군청소년육성재단
- 부천혜림원
- 부천혜림요양원
- 수원지역자활센터
- 고양시자원봉사센터
- 의정부시자원봉사센터
- 평택지역자활센터
- 경기시흥작은자리지역자활센터
- 시흥일꾼지역자활센터
- 경기도따복공동체지원센터
- 경기평생교육진흥원

### 사단법인
- 디엠지국제다큐영화제
- 수원시종합자원봉사센터
- 화성시자원봉사센터

### 시설관리공단
- 오산시시설관리공단
- 수원시시설관리공단
- 안양시시설관리공단
- 의정부시시설관리공단
- 시흥시시설관리공단
- 파주시시설관리공단
- 군포시시설관리공단
- 광명시시설관리공단
- 양주시시설관리공단
- 안성시시설관리공단
- 포천시시설관리공단
- 여주도시관리공단
- 이천시시설관리공단
- 과천시시설관리공단
- 가평군시설관리공단
- 연천군시설관리공단

### 연수원
- 경기도교통연수원